# ケヴィン・コナー (映画監督)
ケビン・コナー（1937年7月14日生まれ）は、である[1]。
ケヴィン・コナー（Kevin Connor、1937年7月14日 - ）は、現在ハリウッドを拠点に活躍するイギリス人の映画監督・テレビディレクター。

## 生い立ち
コナーは1937年7月14日にロンドンのキングスクロスで生まれ、1953年に学校を卒業した。

## キャリア
卒業後、当初はソーホーでドキュメンタリー映画の仕事をしていた。その後、いくつかのイギリス作品の音響編集者となり、トニー・リチャードソン、リチャード・アッテンボロー、リチャード・レスター、エイブラハム・ポロンスキー、マイケル・カコヤニスなどの監督たちと仕事をした。
1969年には『素晴らしき戦争』で編集を担当し、1974年にはアミカス・プロダクションのプロデューサー、ミルトン・サボツキーの紹介で『呪われた墓』で監督デビューを果たした。『恐竜の島』（1974年）、『地底王国』（1976年）、『続・恐竜の島』（1977年）、『アトランティス7つの海底都市』（1979年）、『Arabian Adventure』（1979年）など、1970年代のファンタジー/アドベンチャー映画の監督として知られている。
コナーは他にも、『Trial by Combat』（1976年）、『地獄のモーテル』（1980年）、『ゴースト・イン・京都』（1982年）、『Sunset Grill』（1993年）、『Domestic Import』（2006年）などの映画を監督し、『豪華客船ゴライアス号の奇跡』、『North and South: Book II』、『The Return of Sherlock Holmes』、『Great Expectations』、『Diana: Her True Story』、『Liz: The Elizabeth Taylor Story』、『Mother Teresa: In the Name of God's Poor』、『In the Beginning』、『フランケンシュタイン』 、『Blackbeard』、『Marco Polo』などの多くのテレビミニシリーズや映画も手がけている。

## 作品
- 『マルコ・ポーロ/東方見聞録』 - 2007年（テレビ映画）
- 『パイレーツ・オブ・アトランティス』 - 2006年（テレビ映画）
- 『フランケンシュタイン』 - 2004年（テレビ映画）
- 『南北戦争物語 愛と自由への大地』 - 1989年〜1990年（テレビドラマシリーズ）
- 『イン・ザ・ビギニング』 - 2000年（テレビ映画）
- 『聖母マリア』 - 1999年（テレビ映画）
- 『ユニバーサル・トレジャー』 - 1999年（テレビドラマ）
- 『マザー・テレサ』 - 1997年（テレビ映画）
- 『アポカリプス・ウォッチ/陰謀の黙示録』 - 1996年（テレビ映画）
- 『時計台の騎馬像』 - 1996年（テレビ映画）
- 『チャールズ・ディケンズの骨董屋』 - 1995年（テレビドラマ）
- 『ダイアナ妃の真実』 - 1993年
- 『ハードラック』 - 1992年
- 『デイズ・オブ・クライシス/イラン人質救出作戦』 - 1991年（テレビ映画）
- 『ハリウッド探偵事務所』 - 1989年
- 『大いなる遺産』 - 1989年（テレビ映画）
- 『帰ってきたシャーロック・ホームズ』 - 1987年（テレビ映画）
- 『サバンナの宝石』 - 1988年（テレビ映画）
- 『こちらブルームーン探偵社』 - 1985年〜1989年（テレビドラマシリーズ）
- 『ゲームの達人』 - 1984年
- 『ミストラルの娘』 - 1984年（テレビ映画）
- 『ゴースト・イン・京都』 - 1982年
- 『豪華客船ゴライアス号の奇跡』 - 1981年（TV映画）
- 『地獄のモーテル』 - 1980年
- 『アトランティス7つの海底都市』 - 1978年
- 『続・恐竜の島』 - 1977年
- 『地底王国』 - 1976年
- 『恐竜の島』 - 1975年
- 『呪われた墓』 - 1973年